# 伊莎德·曼吉
伊莎德·曼吉（Irshad Manji，阿拉伯语：‎ ‘Irshād Mānjī ; 生于1968年），加拿大作家、记者和伊斯兰教改革的倡导者。她在网上发起了《伊智提哈德计划》，希望建立一个开明的网络，以促进人们从人权角度审视伊斯兰问题，而不是简单地把伊斯兰和恐怖主义联系在一块。
曼吉所著的《伊斯兰问题》，已经被翻译成超过30种语言出版，包括阿拉伯语，波斯语，乌尔都语，马来语和印尼语。曼吉制作了公共电视网纪录片《信者无畏》（Faith without Fear），於2008年获得艾美奖提名。她曾經出现在世界各地许多电视台上，包括半岛电视台、加拿大廣播公司、英國廣播公司、MSNBC、有線－衞星公共事務網絡、有線電視新聞網、公共电视网、福斯新聞頻道、哥倫比亞廣播公司及家庭票房。

## 早期生活和教育
1968年曼吉生于乌干达首都坎帕拉附近，她是一个混血儿。1972年乌干达伊迪·阿敏当局驱逐南亚移民，四岁的她随家人移居加拿大避难，她和家人定居在温哥华附近。她在一所世俗学校和伊斯蘭學校学习。在世俗环境中她表现出色，但却被驱逐出宗教学校，原因是她提出的问题过多。后来的20年中，她通过公共图书馆和阿拉伯语导师来研究伊斯兰教。1990年，她在不列顛哥倫比亞大學获省长颁发的“最佳人文毕业生”奖章。她是公开的女同性恋。

## 事业
曼吉曾经为加拿大國會工作。24岁时，她成为《渥太华公民报》（Ottawa Citizen）的社论作者和编辑委员会最年轻的成员。她还是渥太华LGBT报纸Capital Xtra!的专栏作家。
曼吉主持了几个公共电视节目，曾经获得加拿大广播奖双子座奖。
2002年，她成为作家，居住在多伦多大学的哈特之家。在那里她开始写作《伊斯兰问题》，并发起了“伊智提哈德计划”。2005年到2006年，她在耶鲁大学担任客座研究员参与国际安全研究计划。目前她是布鲁塞尔欧洲民主基金会的高级研究员。2008年1月，她加入了纽约大学瓦格纳公共服务学院领导的道德勇气项目，旨在帮助年轻人在自己社区对权力说实话。
曼吉经常面临死亡威胁。在接受CNN采访时，她表示，她的公寓窗户都配有防弹玻璃，主要是为保护自己的家人。在最近在阿姆斯特丹的新书发布会上“穆斯林极端分子闯了进来”，并扬言下令处死她。
作为一名记者，她的文章经常出现在《纽约时报》，《华尔街日报》，《泰晤士报》和半岛电视台网站上。她还为加拿大《环球邮报》写专栏。

## 作品
书籍
- Risking Utopia: On the edge of a new democracy, 1997, ISBN 1-55054-434-9
- The Trouble With Islam: A Wake-up Call For Honesty and Change [19] First edition, Random House Canada - Sept 16, 2003 ISBN 0-679-31250-1
- The Trouble with Islam Today, 2004, ISBN 1-84018-837-5
  - Irshad Manji and Ayaan Hirsi Ali appearance at the 92nd Street Y on The Trouble with Islam, audiobooks, 2006. ISBN 0-312-32699-8
- The Trouble with Islam Today: A Muslim's Call for Reform in Her Faith, 2005, ISBN 0-312-32700-5
- Allah, Liberty and Love: The Courage to Reconcile Faith and Freedom [20] First edition, Free Press - June 2011, ISBN 1-4516-4520-1, ISBN 978-1-4516-4520-0

电影
- 公共电视网（PBS）纪录片《信者无畏》（Faith without Fear），2007年发布。[21]同年入围加拿大双子座奖。[22]并在2008年纽约电视节获得金奖。